# Lucky Luke: La febbre del Far West
Lucky Luke: La febbre del Far West (Lucky Luke: Western Fever) è un videogioco d'azione e sparatutto in terza persona ispirato alle avventure di Lucky Luke, su licenza ufficiale della Lucky Comics, sviluppato da Kalisto Entertainment e pubblicato dalla Infogrames nel 2001 per PlayStation e Microsoft Windows solo in Europa.
Una demo della versione PC venne distribuita tramite un'esclusiva iniziativa europea tra Infogrames e Kellogg's, la cui quest'ultima azienda statunitense la commercializza all'interno delle sue note scatole di cereali; oltre a esso, separatamente furono inclusi nel cotale formato titoli quali Asterix: Il folle banchetto, Action Man: Destruction X e Heart of Darkness.

## Trama
La storia inizia con Lucky Luke, che, nel deserto in sella al suo cavallo parlante Jolly Jumper, riceve un messaggio urgente dal cane Rantanplan in cui lo stregone pellerossa Piede di Serpente è stato rapito da una famigerata banda di Desperados, capeggiata dai Fratelli Dalton.

## Modalità di gioco
Lucky Luke: La febbre del Far West abbandona totalmente gli elementi platform di tutti i precedenti giochi basati sul franchise dello stesso nome. Dal menù iniziale è possibile giocare all'"Avventura", oppure visualizzare i "Bonus" sbloccati nel corso di essa.

### Avventura
Il gameplay è intersecato da due fasi, ovvero l'esplorazione e le sparatorie. Per completare i suoi unici quattro livelli bisogna affrontare e battere a duello il boss che si trova alla fine.
Nella fase esplorativa, il giocatore controlla e muove liberamente Lucky Luke per l'intero livello dove raccoglie vari oggetti, tipo i cappelli da cowboy sia bianchi (rappresentano i punti vita) che dorati (che aumentano massimo di un punto) e i quadrifogli, ovvero utili potenziamenti per le sparatorie. Lungo il cammino sono presenti anche rompicapi, missioni secondarie e soprattutto ostacoli come serpenti a sonagli e cactus.
La seconda fase avviene nelle succitate sparatorie, ove l'obiettivo si riduce al semplice mettere fuori combattimento determinati malviventi situati nell'area; per alcuni, equipaggiati con una sorta di protezione, sarà possibile sparargli addosso solo indirettamente, mirando a un attrezzo metallico perché il colpo di Lucky vi rimbalzi sopra e centra ugualmente il bersaglio. Si perde un punto vita ogni volta che Luke viene preso da un proiettile o becca a Rantanplan per errore. La partita finisce in due modi: quando i punti vita scendono a zero e lui viene colpito un'altra volta o colpisce di nuovo Rantanplan, oppure quando il barile dietro il quale ci si abbassa per schivare e al contempo ricaricare in automatico le munizioni si rompe a causa degli spari (la resistenza del barile infatti è contrassegnata da una barra). Il giocatore però può ricominciare da dove aveva interrotto grazie ai checkpoint, disponibili sotto forma di ferri di cavallo.
I quadrifogli utilizzabili durante i combattimenti contro i nemici possiedono quattro diversi effetti:
- Super Proiettile: per la durata di un caricatore (sei colpi) e un breve periodo di tempo sotto forma di musica, ogni singolo sparo di Lucky Luke è sufficiente a mettere fuori gioco un malvivente.
- TNT: Lucky spara all'omonima cassa di esplosivo, che salta in aria distruggendo tutti i nemici nelle vicinanze, ma solo quelli che stanno in piedi.
- Los Desastros: si apre una terribile canzone mariachi, e gli sventurati che la odono saranno obbligati ad alzarsi e a tapparsi le orecchie, rendendosi completamente vulnerabili.
- Pioggia di piombo: Lucky Luke spara fino ad un massimo di sei proiettili di fila, ognuno per un massimo di sei avversari. Non ha effetto se nessun nemico sta in piedi.
- Mega-Chance - Luke può respingere i proiettili senza venire centrato e perdere quindi punti energia. Anche questo ovviamente funziona per breve periodo, indicato sempre da una musica.

### Bonus
I contenuti extra vengono sbloccati sconfiggendo e mandando tutti i banditi in prigione. Di seguito è elencata la lista:
- Picchia-coyote - Lo scopo del minigioco è quello di sparare a quanti più criminali possibili. Ci si può giocare anche in due, ove vince chi riesce a bersagliarne il maggior numero;
- Galleria - Visualizza i bozzetti, i personaggi e le ambientazioni di gioco;
- Il pianoforte del Saloon - Permette di ascoltare tutte le musiche disponibili;
- Making of - Contiene i disegni originali e gli sketch non inclusi nel prodotto finale.

## Accoglienza
| Testata       | Versione    | Giudizio |
| ------------- | ----------- | -------- |
| Gamekult      | PlayStation | 3/10     |
| Gamesurf      | PlayStation | 7/10     |
| GameZone      | Tutte       | 4,8/10   |
| Jeuxvideo.com | PlayStation | 6/10     |

Lucky Luke: La febbre del Far West ha avuto un'accoglienza mista-negativa da parte della critica.